# معركة فيينا
معركة فيينا وقعت في 12 سبتمبر 1683 وبعد محاصره الدولة العثمانية فيينا لمدة شهرين. كسرت المعركة أسبقية الدولة العثمانية في أوروبا، وايذانا الهيمنة السياسية من سلالة عائلة هابسبورغ النمساوية (تشمل أيضا بوهيميا والمجر) في وسط أوروبا.
مثلت معركة فيينا بداية النهاية لسيطرة الدولة العثمانية وتوسعاتها في جنوب الشرق الأوروبي. فاز بالمعركة القوات البولندية - الألمانية - النمساوية بقيادة ملك بولندا يوحنا الثالث سوبياسكي ضد جيش الدولة العثمانية بقيادة الصدر الأعظم (رئيس الوزراء) قرة مصطفى باشا قائد القوات العثمانية.

## العثمانيين وفيينا
كان فتح فيينا حلماً لطالما راود سلاطين العثمانيين لما تمثله من أهمية استراتيجية للسيطرة على خطوط التجارة والمواصلات في القلب الأوروبي وأعقبت معركة فيينا الحصار الثاني الذي شهدته فيينا من قِبل الأتراك. كان العثمانيون في كل مرة يكتفون بالعودة من أسوار فيينا غانمين الأموال وربما أجزاء جديدة من أوروبا الشرقية أو الوسطى بموجب اتفاقات مع الإمبراطورية النمساوية. الحصار الأول كان في زمان سليمان القانوني قبلها بقرن ونصف والذي توغل في أوروبا بعدما انتصر على المجريين في معركة موهاج الرهيبة. دخلت جيوش القانوني عاصمة المجر بودابست في الحادي عشر من سبتمبر 1526 لتجعل من (مجرستان) ولاية عثمانية أخرى وتكرس السيطرة المطلقة للعثمانيين في وسط وشرق أوروبا. إلى أن كانت معركة فيينا في نفس اليوم بالضبط بعدها بـ 157 سنة.

## الثورة البوهيمية
في عام 1618 اندلعت الثورة البوهيمية ضد إمبراطورية الهابسبورج والتي عرفت بحرب الثلاثين عاما لأنها دامت إلى عام 1648 وانتهت بمعاهدة فيستفال في عهد فرديناند الثالث.
في عام 1683 حاصر الأتراك فيينا للمرة الثانية ولكن استطاع جراف شتارهمبرج في معركة عند جبل الكالينبرج رد العثمانيين. وفي عام 1686 استردوا بودابست من الدولة العثمانية بعد 145 عام من السيطرة العثمانية عليها.

## المعركة
بدأ الحصار في 14 تموز / يوليو 1683 دون أن يعلم السلطان محمد الرابع بتوجيه حملته إلى فيينا، وأبلغه بذلك الأمر مصطفى باشا بعد بدء الحصار بستة أيام، جيش الدولة العثمانية ما يقرب من 138,000 من الرجال (رغم أن عددا كبيرا منهم لم يشترك في المعركة، حيث لم تتجاوز 50000 وشهدت الجنود (الاتراك)، وكان الباقي من القوات الداعمة). المعركة الحاسمة وقعت في 12 ايلول / سبتمبر 1683.
القوات المتحدة البولندية - الألمانية - النمساوية من الجيش وصلت إلى 70000 رجل.
1. 30000 - رجل القوات البولندية (ولم يشارك الليتوانيين في المعركة)، # 18,500 القوات النمساوية بقيادة شارل الخامس، دوق اللورين، # 19,000، مواطن من سوابيا البافاري والقوات التي يقودها الأمير جورج فريدريك من Waldeck، # 9,000 جندي بقيادة جون جورج الثالث، للناخب في سكسونيا.

بدأت الحملة الأخيرة نحو فيينا عام 1663 عندما تقدم جيش كبير، يبلغ نحو مائة وعشرين ألف جندي، ومزود بالمدافع والذخائر المحملة على ستين ألف جمل وعشرة آلاف بغل، ودخل (سلوفاكيا) ضاربًا كل الاستحكامات العسكرية التي كانت في طريقه، متجهًا إلى قلعة (نوهزل)، وهي تقع شمال غرب (بودابست)، على الشرق من (فيينا) بنحو 110 كم، ومن (براتسلافيا) بنحو 80 كم، وقد حصّنها الألمان، وجعلوها فائقة الاستحكام لكي تصبح أقوى قلاع أوروبا، وبدأ الجيش العثماني في حصارها في 17 من أغسطس 1663 واستمر حصار العثمانيين للقلعة 37 يومًا؛ ما اضطر قائد حامية القلعة إلى طلب الاستسلام، ووافق الصدر الأعظم على ذلك؛ بشرط جلاء الحامية عن القلعة بغير سلاح ولا ذخائر.

## مجلس الحرب

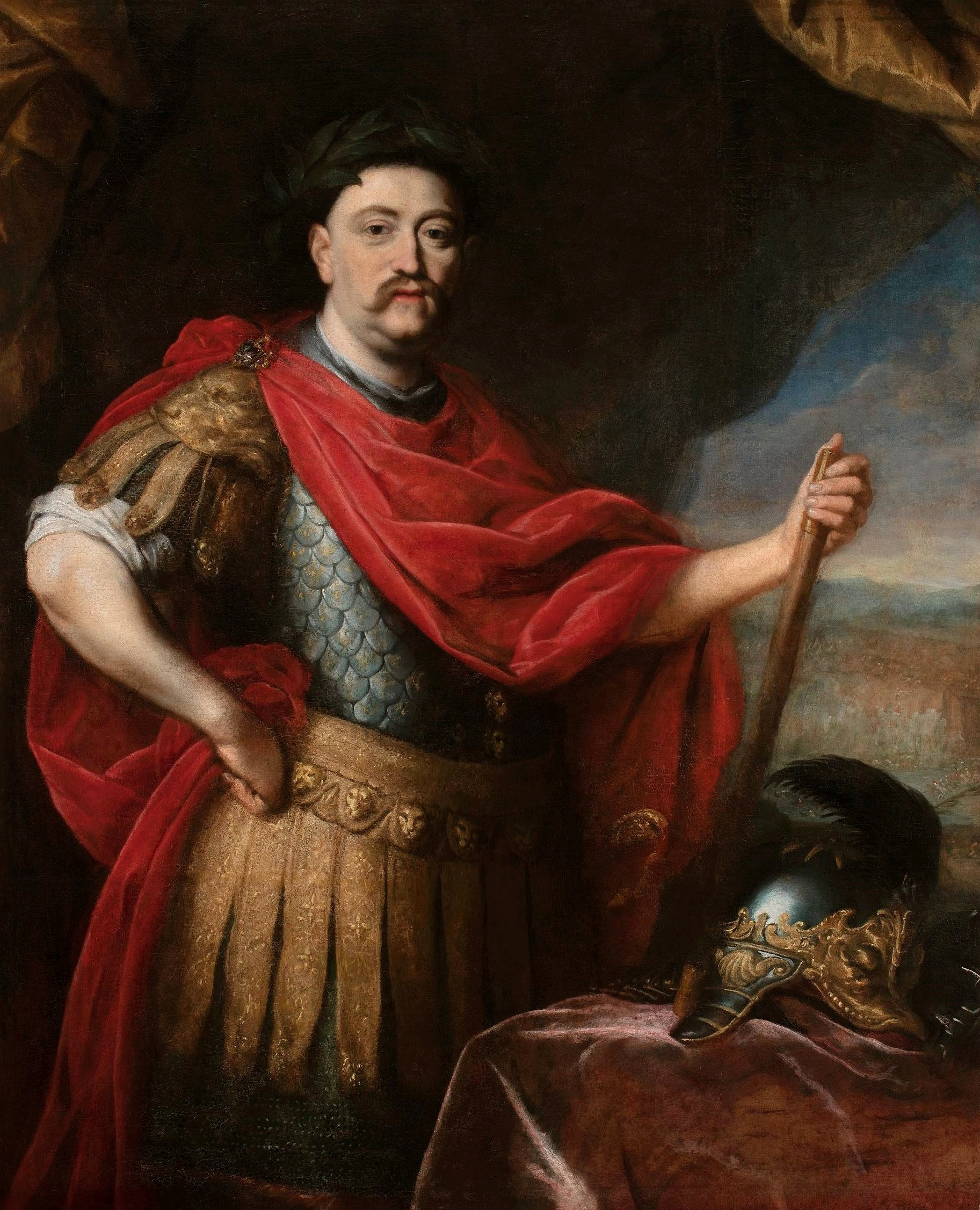
ملك بولندا يوحنا الثالث سوبياسكي.

جمع الصدر الأعظم قرة مصطفى باشا مجلس الحرب في جيشه وأعلن أنه سيستولي على فيينا، وأنه سيملي شروطه على ألمانيا في هذه المدينة العنيدة (فيينا)؛ لأن الاستيلاء على «يانق قلعة» المدينة التي تعتبر مفتاح فيينا وتقع على بعد 80 كم شرقي فيينا على الضفة الغربية لنهر راب، لا يمكن أن يخضع ألمانيا ويجعلها تكف يدها عن شئون المجر.
أثار قرار قرة مصطفى باشا حيرة الوزراء وجدلهم، واعترض عليه الوزير إبراهيم باشا الذي أكد أن رغبة السلطان هي الاستيلاء على «يانق قلعة» ومناوشة أوروبا الوسطى بواسطة كتائب الصاعقة العثمانية، وأن الحملة على فيينا يحتمل أن تكون في العام المقبل، فأجابه قرة مصطفى باشا بأنه من الصعب أن يتجمع جيش مرة ثانية بمثل هذه الكثافة والقوة، وهذا الأمر يقتضي إنزال ضربة قوية قاضية بالألمان، وإلا فإن الحرب ستطول معهم، خاصة أن ألمانيا عقدت صلحا مع فرنسا، وأصبحت آمنة من الجانب الغربي، وأن الإمبراطور «ليوبولد» اتفق مع الملك البولوني «سوبياسكي» على استعادة منطقة بادوليا، وأن البندقية لا بد أن تكون ضمن هذا الاتفاق، وبالتالي ستنضم روسيا وبقية الدول الأوروبية لهذا التحالف المسيحي إلى جانب ألمانيا، وهذا يقتضي كسره وتحطيم هذا التحالف الوليد في ذلك العام وإلا فإن الحرب ستطول إلى أجل غير معلوم.
باتت (فيينا) عاصمة النمسا مهددة بالسقوط في أيدي العثمانيين؛ ما دعا إمبراطور النمسا إلى طلب وساطة البابا (اينوسنت الحادي عشر) لدى (لويس الرابع عشر)، ملك فرنسا بقصد مساعدته، وكانت فرنسا أكبر أعداء إمبراطور النمسا؛ فأرسل له ملك فرنسا فرقة ممتازة مؤلفة من 5000 جندي. غير أن العثمانيين واصلوا تقدمهم ودارت بينهما عدة معارك. انتهت بتوقيع معاهدة صلح بين الدولتين، كان من أهم بنودها أن تدفع النمسا للعثمانيين غرامات حرب رمزية، قدرها 200,000 سكة ذهبية، وأن تبقى كافة القلاع التي فتحتها الجيوش العثمانية تحت سيادتهم.
عندما التأمت الجيوش الأوروبية ترك دوق لورين القيادة العامة لملك بولندا يوحنا الثالث سوبياسكي واكتملت استعداداتهم يوم الجمعة الموافق 11 سبتمبر بعدما شعروا أن سقوط فيينا ليس أمامه إلا أيام قليلة؛ لذلك أقدم الأوروبيون على عبور جسر «الدونة» الذي يسيطر عليه العثمانيون بالقوة مهما كلفهم من خسائر، حيث لم يكن بالإمكان إيصال الإمدادات إلى فيينا دون عبور هذا الجسر.
وكان مصطفى باشا قد كلف «مراد كيراي» حاكم القرم في الجيش بمهمة حراسة الجسر، ونسفه عند الضرورة وعدم السماح للأوروبيين بعبوره مهما كانت الأمور، وقد كان مصطفى باشا يكره مراد كيراي، ويعامله معاملة سيئة، أما مراد فكان يعتقد أن فشل مصطفى باشا في فيينا سيسقطه من السلطة ومن منصب الصدارة، ولم يخطر ببال هذا القائد الخائن أن خسارة العثمانيين أمام فيينا ستغير مجرى التاريخ العالمي، لذلك قرر مراد أن يظل متفرجا على عبور القوات الأوروبية جسر الدونة، ليفكوا الحصار المفروض على فيينا، دون أن يحرك ساكنا، يضاف إلى ذلك أن هناك وزراء وبكوات في الجيش العثماني كانوا لا يرغبون في أن يكون قرة مصطفى باشا هو فاتح فيينا التي فشل أمامها السلطان سليمان القانوني.

## المعركة الفاصلة
في يوم السبت 12 سبتمبر 1683 م تقابل الجيشان أمام أسوار فيينا وكان الأوروبيون فرحين لعبورهم جسر الدونة دون أن تُسكب منهم قطرة دم واحدة، إلا أن هذا الأمر جعلهم على حذر شديد، أما العثمانيون فكانوا في حالة من السأم لعدم تمكنهم من فتح فيينا، وحالة من الذهول لرؤيتهم الأوروبيين أمامهم بعد عبور جسر الدونة، بالإضافة إلى ما ارتكبوه من شرب الخمر ومعاشرة النساء، وانشغال بعض فرق الجيش بحماية غنائمها وليس القتال لتحقيق النصر، وتوترت العلاقة بين الصدر الأعظم وبعض قواد جيشه وظهرت نتائج ذلك مع بداية المعركة.
شن مصطفى باشا هجوما مضادا، مع معظم قواته، وأجزاء من النخبة الانكشاريه لفتح المدينة. كان القواد الترك ينوون احتلال فيينا قبل وصول يوحنا الثالث سوبياسكي ولكن الوقت نفد. أعد المهندسون العسكريون تفجير آخر كبير ونهائي لتوفير إمكانية الوصول إلى المدينة. بينما انهى الأتراك على عجل عملهم واغلاق النفق لجعل الانفجار أكثر فعالية، اكتشف النمساويين الكهف في فترة ما بعد الظهر. أحدهم دخل النفق وأبطل مفعولها في الوقت المناسب تماما.
في ذلك الوقت، في ساحة المعركة، بدأت المشاة البولندية الهجوم على الجهة اليمنى جيش الدولة العثمانية وبدلا من التركيز على المعركة مع الجيش الإغاثة، حاولت قوة الأتراك احتلال المدينة.
كان الجيش العثماني متعبا ومتشائم بعد فشل كل محاولة استنزاف القوة الغاشمة واعتداء من المدينة، ووصول للسلاح الفرسان حول مجرى المعركة ضدهم، وارسالهم إلى التراجع إلى الجنوب والشرق. في اقل من ثلاث ساعات بعد هجوم سلاح الفرسان، كسبت القوى المسيحية المعركة وانقذت فيينا من الاحتلال، كان أول ضابط مسيحي دخولاً هو مرغريف بادن وبعد المعركة، اقتبس يوحنا الثالث سوبياسكي وأعاد صياغة يوليوس قيصر الشهيرة بالقول«veni، vidi، الآلة vicit»--«أتيت، رأيت، غزاها الرب».

## أهمية نتائج المعركة
المعركة نقطة تحول في كفاح 300 سنة بين القوات من أوروبا الوسطى وممالك الدولة العثمانية. وبعد المعركة على مدى ستة عشر عاما تمكنت سلالة عائلة هابسبورغ النمساوية تدريجيا إلى حد كبير إخلاء القوات العثمانية من الأراضي الجنوبية والمجر وترانسيلفانيا.
قُتل من العثمانيين حوالي 15,000 رجل في القتال وقُتل من الأوروبيين ما يقرب من 4000 ووضع مصطفى باشا خطة موفقة للانسحاب حتى لا يضاعف خسائره، وأخذ الجيش العثماني معه أثناء الانسحاب 81 ألف أسير، وعلى الرغم من هزيمة القوات التركية الكاملة فقد وجدت الوقت لذبح جميع السجناء النمساويين، فيما عدا تلك القلة من طبقة النبلاء التي اخذوا معهم للافتداء. وانتهى الحصار الذي استمر 59 يوما.
فقدت الدولة العثمانية بهزيمتها أمام فيينا ديناميكية الهجوم والتوسع في أوروبا، وكانت الهزيمة نقطة توقف في تاريخ الدولة. تحرك جيش التحالف المسيحي لاقتطاع بعض الأجزاء من الأملاك العثمانية في أوروبا، ووقعت معركة «جكردلن» بين أحد القادة العثمانيين وقواته البالغة 30 ألف مقاتل وبين ملك بولندا يوحنا الثالث سوبياسكي وقواته البالغة 60 ألف مقاتل، وانتهت بتراجع سوبياسكي، وتوالت المعارك العثمانية في أوروبا، وفقدت الدولة بعض مراكزها الهامة بسبب هزيمتها أمام فيينا التي كانت هزيمة من النوع الثقيل تاريخيا أكثر منه عسكريا.